# Antti Kurvinen
Antti Kurvinen, född 14 juli 1986 i Ylihärmä, är en finländsk politiker (Centern). Han är ledamot av Finlands riksdag sedan 2015. Kurvinen är jurist.
Kurvinen blev invald i riksdagen i riksdagsvalet 2015 med 5 838 röster från Vasa valkrets.

## Utmärkelser
- Kommendörstecknet av Finlands Lejons orden[3]

[Redigera Wikidata]